# Гедеонов Дмитро Данилович
Дмитро Данилович Гедеонов (рос. Дмитрий Данилович Гедеонов; 7 (19) листопада 1854, Веньов — 11 (24) вересня 1908, Ташкент) — російський геодезист і астроном.

## Життєпис
Народився у Веньові (нині Тульська область). У 1878—1880 працював в Пулковській обсерваторії. У 1881 закінчив геодезичне відділення Академії Генерального штабу, ученик Олексія Савича. У 1881—1887 і в 1889 брав участь в експедиціях з визначення координат астрономо-геодезичних пунктів. У 1890—1900 — директор Ташкентської обсерваторії, в 1899 керував будівництвом міжнародної широтної станції поблизу Чарджуя. З 1900 — начальник військово-топографічного відділу Туркестану.
Провів високоточні спостереження змінності широти Ташкента. Запропонував спосіб визначення поправок годинника за спостереженнями зірок (спосіб Гедеонова) і довів його перевагу в порівнянні зі способом визначення часу за спостереженнями зірок у вертикалі Полярної зірки. Спостерігав покриття зірок Місяцем, проходження Меркурія по диску Сонця. Визначав положення зірок на меридіанному колі.
Срібна медаль (1885) і Золота медаль ім. Ф. П. Літке (1905) Російського географічного товариства.